# Kamiesberg
Kamiesberg (officieel Kamiesberg Plaaslike Munisipaliteit) is een gemeente in het Zuid-Afrikaanse district Namakwa.
Kamiesberg ligt in de provincie Noord-Kaap en telt 10.187 inwoners.

## Hoofdplaatsen
Kamiesberg is op zijn beurt nog eens verdeeld in 16 hoofdplaatsen (Afrikaans: nedersettings) en de hoofdstad van de gemeente is de hoofdplaats Garies.
- Garies
- Hondeklip Bay
- Kamassies
- Kamieskroon
- Karkams
- Kheis
- Klipfontein
- Koingnaas
- Leliefontein
- Lepelsfontein
- Nourivier
- Paulshoek
- Rooifontein
- Soebatsfontein
- Spoegrivier
- Tweerivier